# Ángela de Oliveira Cézar de Costa
Ángela de Oliveira Cézar de Costa fue una argentina miembro de la Comisión de la Oficina Permanente de la Paz Internacional que fue nominada al Premio Nobel de la Paz en 1910 y 1911 por su trabajo para poner fin a la carrera armamentista naval argentino-chilena erigiendo una estatua de Cristo el Redentor de los Andes en 1904.

## Cristo Redentor de los Andes
Esta sección solo trata de la participación de Ángela de Oliveira Cézar de Costa en la erección de la estatua, para una explicación completa ver Cristo Redentor de los Andes .

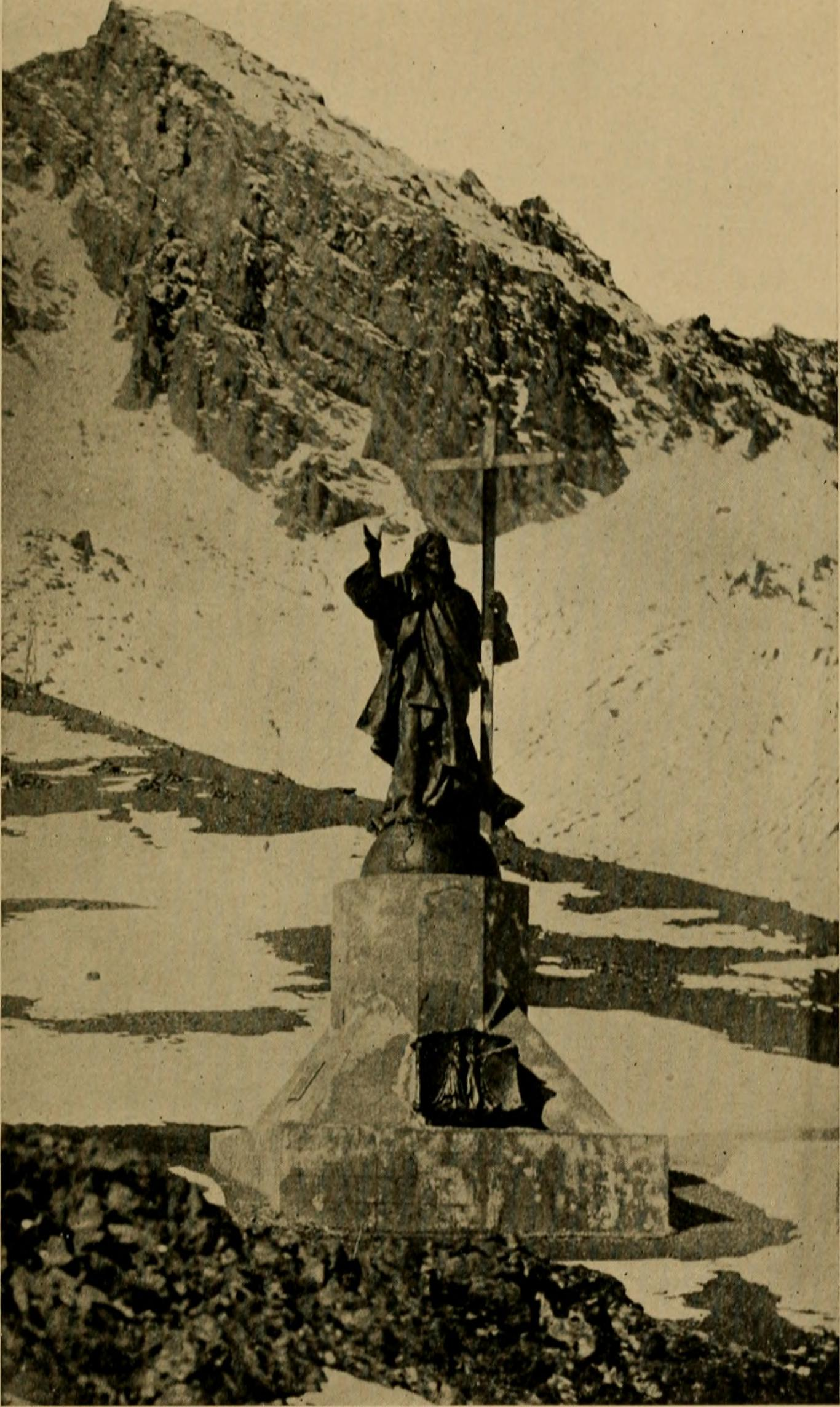
Una foto histórica de Cristo Redentor de los Andes

Cuando la carrera armamentista naval argentino-chilena llegó a su fin con los Pactos de Mayo, el presidente argentino Julio Argentino Roca quiso crear un gran símbolo para representar la nueva paz. Oliviera Cézar propuso erigir una gran estatua de Jesucristo en la frontera entre Argentina y Chile. Fray Marcelino Benavarte había encargado previamente un monumento a Mateo Alonso que Oliviera Cézar conoció por su participación en una Orden Dominicana de madres. Al presidente Roca le gustó la idea y Oliviera Cézar lideró las gestiones para pagar la estatua.

### Recepción pública
Al inicio, los informes de los medios dieron crédito a la idea de la sociedad en su conjunto o de la iglesia católica argentina.
José A. Terry, uno de los firmantes de los Pactos de Mayo, se ofendió con ella y la estatua e incluso trató de quitarle una parte que parecía una mujer similar a Oliviera Cézar.